# David Hobbs
David Wishart Hobbs (Leamington Spa, 9 giugno 1939) è un pilota di Formula 1 britannico.
Ha preso parte a quattro campionati di Formula 1 tra il 1967 e il 1974.